# Johann Frank (Fußballspieler)
Johann „Waschi“ Frank (* 14. Mai 1938 in Wien; † 2. Jänner 2010 ebenda) war ein österreichischer Fußballspieler und -trainer. Als aktiver Spieler bekleidete er die Position eines Stoppers und galt in Österreich als einer der besten seiner Zeit.

## Vereinsspieler
Frank begann seine Laufbahn in der Jugendabteilung des FC Wien. 1960 wechselte er zum 1. Schwechater SC in die höchste Leistungsstufe, die damalige Staatsliga. Als dieser zur Saison 1966/67 trotz des 9. Endranges im Vorjahr aus wirtschaftlichen Gründen in die Regionalliga absteigen musste, unterschrieb Frank einen Vertrag beim FK Austria Wien. Schon im Sommer 1962 hatte er dort ein Probetraining absolviert, damals kam es jedoch zu keiner Einigung. In fünf Jahren bei der Austria wurde „Waschi“ (inklusive Freundschaftsspiele) 184 Mal eingesetzt und erzielte 3 Tore, bevor er 1971 als Spielertrainer zu seinem Ex-Verein nach Schwechat zurückkehrte. Vier Jahre später übernahm er diese Doppelfunktion beim SC Neusiedl am See, den er 1976 aus der burgenländischen Landesliga in die Regionalliga führte.

## Nationalspieler
Neben drei Einsätzen bei den Junioren und sieben im B-Team stand Frank ab 1963 im Kader der Kampfmannschaft des Nationalteams. Von sieben Spielen, an denen er beteiligt war, endeten zwar sechs mit einer Niederlage, doch sein einziger Sieg in einem Länderspiel bildete einen besonderen Höhepunkt seiner Karriere. Beim legendären 2:3-Auswärtserfolg über England am 20. Oktober 1965 stand Frank in der Startelf.

## Trainer
Nach ersten Erfahrungen als Spielertrainer in Schwechat und Neusiedl übernahm Johann Frank 1977 für zwei Jahre das Traineramt beim 1. Simmeringer SC in der 2. Division. 1979 folgte der Wechsel in die 1. Division zum Wiener Sport-Club, den er zwei Jahre als Co-Trainer und zwei weitere als Cheftrainer betreute. Danach kehrte Frank für zwei Jahre zum 1. Simmeringer SC zurück. Als dieser nach der Saison 1984/85 aufgrund einer Ligareform die zweite Leistungsstufe verlassen musste, wechselte Frank für ein Jahr zum ebenfalls drittklassigen nunmehrigen SV Schwechat. Ein letztes Mal nahm Johann Frank in der Saison 1990/91 auf der Trainerbank Platz, diesmal beim ASV Vösendorf, dessen Abstieg aus dem Profibereich und anschließenden Kollaps er jedoch nicht verhindern konnte.

## Erfolge und Titel
- 2 × Österreichischer Meister mit Austria Wien 1969, 1970
- 2 × Österreichischer Cupsieger mit Austria Wien 1967, 1971
- Sieger Intertoto-Cup 1981 mit Wiener Sport-Club (als Trainer)